# Калныньш, Имантс
И́мантс Ка́лныньш (латыш. Imants Kalniņš; род. 26 мая 1941) — советский и латвийский композитор. Народный артист Латвийской ССР (1985).

## Биография
Родился в Риге, в рабочей семье. Брат — Виктор Калныньш — писатель.
Окончил музыкальную школу им. Я. Медыня (1960) и Латвийскую государственную консерваторию им. Я. Витола (1964, класс композиции Адольфа Скулте). Одновременно активно занимался рок-музыкой.
Преподавал в Лиепайской средней музыкальной школе (1964—1967). Создатель музыки к спектаклям в латвийских театрах, фильмам и мультфильмам Рижской киностудии. Музыка к киноленте «Вей, ветерок!» (1973, реж. Гунар Пиесис) была отмечена на Всесоюзном кинофестивале в Баку (1974). За музыку к кинофильму «Соната над озером» (1976, реж. Гунар Цилинский и Варис Брасла) удостоен Государственной премии Латвийской ССР (1977).
Депутат Верховного Совета (1990—1993), депутат 9-го Сейма от национал-консервативной политической партии «Отечеству и свободе/ДННЛ». В 2010 году вступил в «Союз зелёных и крестьян». В 2012 году, после осуществлённого им перевода Корана с арабского на латышский язык, появились сообщения в прессе, что композитор принял ислам. Однако сам Калныньш отрицает это и считает себя христианином.
Был женат пять раз, в том числе на актрисе Хелге Данцберге (третий брак), их дочь, Резия Калныня, также стала актрисой. Самым долгим из бывших браков был четвёртый — 22 года. С нынешней женой Агрой Калныньш обручился в 1999 году.

## Творчество
Автор опер, ораторий, симфоний, хоровых песен, рок-музыки (для созданных и возглавляемых рок-групп «2 X BBM» и «Turaidas Roze»). Писал насыщенную мелодизмом музыку, в традиционной и современной манере, иногда соединяя оба направления.
Имантс Калныньш — автор музыки к мультфильмам «Заячья банька» (1979), «Воробушек» (1983), «У меня в кармане» (1983), «Медведь-чудодей» (1985), к художественным фильмам «Дышите глубже» (1967), «Соната над озером» (1976), «Паруса» (1977), «На грани веков» (1981), «Каменистый путь» (1983), «Проделки сорванца» (1985), «Страх» (1986), «Айя» (1987), «Виктория» (1988), «Майя и Пайя» (1990) и др.
В числе работ — многие фильмы Вариса Браслы, в частности: «Голова Тереона», «Пожелай мне нелётной погоды», «Весенняя путёвка», «Проделки сорванца», «Долг в любви», «О любви говорить не будем».
О творчестве композитора сняты два сюжета в киножурнале «Искусство» (1973, 1978) и документальный фильм «Imants Kalniņš» (реж. Б. Велдре, 1983).

## Награды
- Народный артист Латвийской ССР (1985).
- Почётный член Латвийской Академии наук (1996).
- Большая музыкальная награда Латвии (1997).
- Командор ордена Трёх звёзд (1998).
- Крест Признания 1 степени (2008)[4].